# Sudden Death (film)

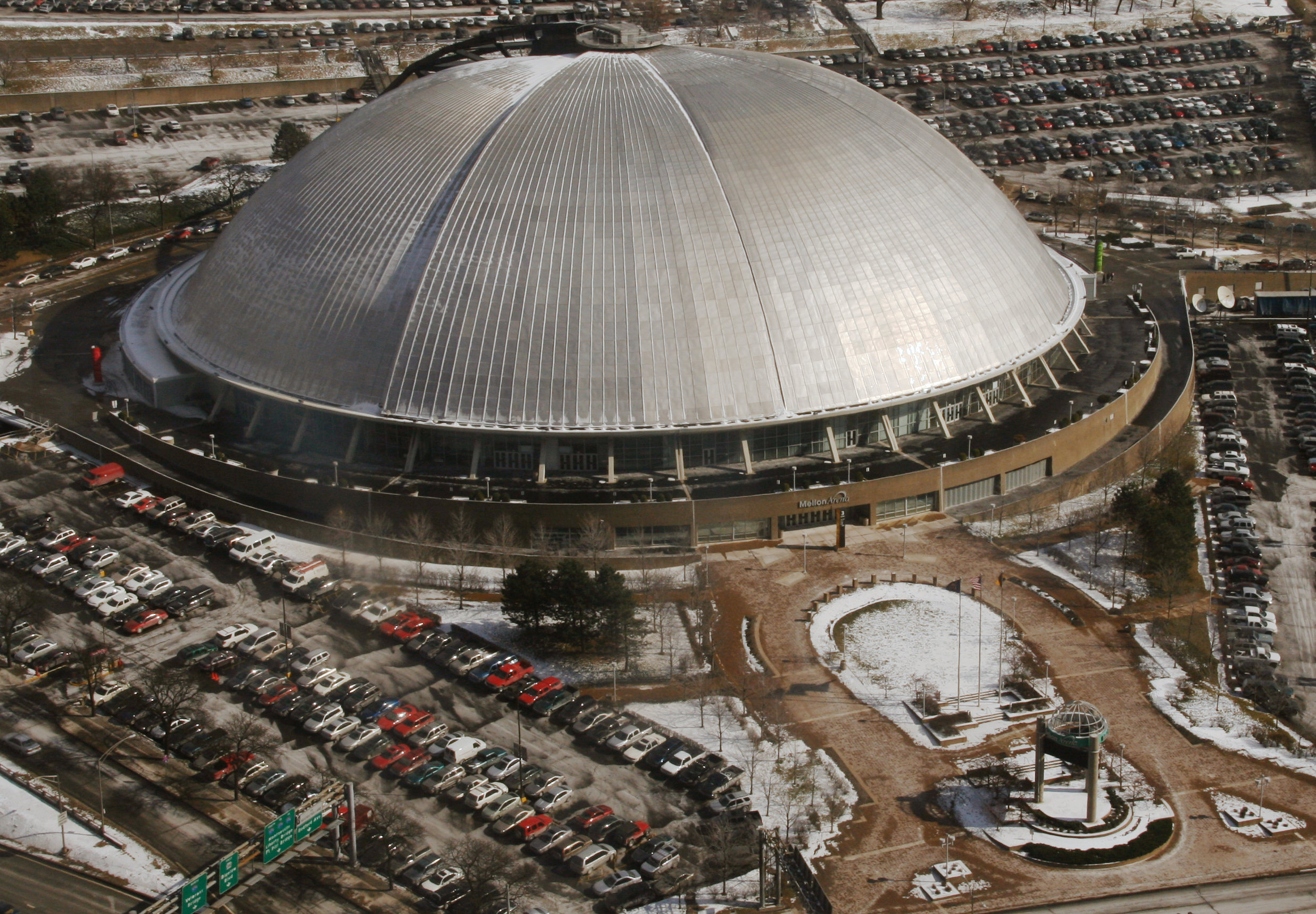
Filmen utspelas i Mellon Arena.

Sudden Death är en amerikansk ishockey-relaterad actionfilm från 1995 med Jean-Claude Van Damme i huvudrollen. Filmen är regisserad av Peter Hyams. Filmen spelades in under NHL-strejken 1994/1995, och gick upp på biograferna i USA den 22 december 1995.

## Handling
Brandmannen Darren McCord går och ser på ishockeymatch där Chicago Blackhawks möter Pittsburgh Penguins i Mellon Arena i en sjunde och avgörande finalmatchen i Stanley Cup tillsammans med sin dotter Emily och sin son Tyler. McCord upptäcker sen att under matchen blir USA:s vicepresident Daniel Binder fångad av terrorister i en av arenans VIP-loger.

## Rollista (i urval)
- Jean-Claude Van Damme – Darren McCord
- Powers Boothe – Joshua Foss
- Raymond J. Barry – vicepresident Binder
- Whittni Wright – Emily McCord
- Ross Malinger – Tyler McCord
- Dorian Harewood – Hallmark

Ishockeyfigurer
- Jay Caufield – Tolliver
- Bill Clement – Pre-game announcer
- Cleveland Lumberjacks - Chicago Blackhawks-spelare
- Ian Moran - Chris Chelios
- Jeff Jimerson – sig själv (angiven "Anthem Singer")
- Mike Lange – sig själv (angiven  "Play-by-Play Announcer")
- Luc Robitaille – sig själv
- Paul Steigerwald – sig själv (angiven "Color Commentator")
- Markus Näslund – sig själv (oangiven)
- Bernie Nicholls – sig själv (oangiven)
- John Barbero - PA Announcer (oangiven)